# Citizenfour
Citizenfour es una película documental del 2014 dirigida por Laura Poitras que trata sobre Edward Snowden y las revelaciones sobre la red de vigilancia mundial. Es la tercera parte de una trilogía que incluyen My Country, My Country y The Oath. Filmada en el estilo de cine de realidad, la película se estrenó en Estados Unidos el 10 de octubre de 2014 en el Festival de Cine de Nueva York y en el Reino Unido el 17 de octubre de 2014 en el Festival de Cine de Londres. La película incluye a Glenn Greenwald y fue coproducida por Poitras, Mathilde Bonnefoy y Dirk Wilutzky, con Steven Soderbergh y otros como productores ejecutivos. Citizenfour ganó el premio de la Academia por
mejor documental largo.

## Elenco
- Jacob Appelbaum
- Julian Assange
- William Binney
- Glenn Greenwald
- Ladar Levison (Lavabit)
- Ewen MacAskill
- Laura Poitras
- Jeremy Scahill
- Edward Snowden
- Robert Tibbo

## Producción

### Orígenes
En enero de 2013, Laura Poitras recibió un correo electrónico encriptado de un extraño que se llamaba a sí mismo «Citizen Four». Dentro del correo, él ofrecía información sobre prácticas de intervención electrónica ilegales de la Agencia de Seguridad Nacional de los Estados Unidos y otras agencias de inteligencia. Hace años Poitras había estado trabajando en una película sobre programas de monitoreo en los Estados Unidos que fueron el resultado de los atentados del 11 de septiembre. En junio de 2013, acompañada por el periodista de investigación Glenn Greenwald y el reportero de inteligencia de The Guardian Ewen MacAskill, ella viajó a Hong Kong con su cámara para el primer encuentro con el extraño, que se identificó como Edward Snowden. Varias reuniones siguieron en los días siguientes. Las grabaciones obtenidas de las reuniones alimentaron la base de la película.

### Filmación
Por 2012, Poitras había comenzando a trabajar en la tercera película de su trilogía sobre los atentados del 11 de septiembre que ella intentó enfocar ampliamente en el tema de la vigilancia doméstica donde ella entrevistó a Julian Assange, Glenn Greenwald, William Binney y Jacob Appelbaum. En primer lugar, fue contactada por Edward Snowden en enero de 2013 después que él fue incapaz de establecer comunicaciones encriptadas con Greenwald. Ella viajó a Hong Kong a finales de mayo 2013, donde en el curso de ocho días, filmó a Snowden en su habitación de hotel en el Hotel Mira. Luego, viajó a Moscú donde filmó la segunda entrevista con Snowden conducida por Greenwald.
La compañía Praxis Films estuvo involucrada en la producción del documental. La película fue distribuida por Radius TWC en los Estados Unidos, Britdoc Foundation y Artificial Eye en el Reino Unido, y Piffl Media en Alemania. Los derechos de transmisión por televisión fueron obtenidos por Channel 4 (Reino Unido), HBO Documentary Films (EE.UU) y Norddeutscher Rundfunk (Alemania).

### Seguridad
La directora del filme tomó varias precauciones de seguridad para la película. Ella viajó a Berlín, Alemania después de ser detenida reiteradas veces en las garitas de control cuando ingresaba a Estados Unidos. Ella editó la película en Alemania después de viajar directamente ahí desde Hong Kong con el metraje de Snowden para evitar que el FBI apareciera con una orden de registro para sus discos duros. Todo el metraje de la película está guardada en discos encriptados con múltiples niveles de protección anidada. El ordenador que ella usa para leer los documentos sensibles está separado del Internet por un muro de aire. Greenwald le atribuyó a ello un "nivel de experto completo de comprensión para cómo hacer una historia como esta con total técnica y seguridad operacional». Peter Maass calificó las habilidades de seguridad de Poitras «de particularmente vitales, y más allá de la norma periodística, en una era de espionaje gubernamental generalizada», y citó a Snowden diciendo que «al inicio de las revelaciones de este años, esto debería ser claro una comunicación no encriptada de fuente periodística es imperdonablemente temerario.»
Mathilde Bonnefoy también ha discutido sobre el trabajo encriptado usado en la producción de la película, añadiendo: «si tenemos una conversación que es particularmente confidencial, moveremos los aparatos electrónicos fuera de la habitación, o sólo nos reuniremos fuera de la sala de edición, sin celulares».
La Sociedad Fílmica del Lincoln Center —que selecciona películas para el Festival de Cine de Nueva York (NYFF)— reportó que Poitras cambió la locación de la proyección inicial para la selección de comité del NYFF varias veces, en caso de que alguien estuviera rastreando sus movimientos. El comité vio el material crudo que tuvo información sensibleredactada y el NYFF «tenía que mantener la inclusión de la película en el festival en secreto hasta mediados de septiembre» y se «mantuvo fuera de los horarios y los documentos del festival hasta que se pudo hablar de ello abiertamente». La inclusión de último minuto en la pizarra prinicial del festival fue un evento sin precedentes para el NYFF, y las entradas para ambas proyección se acabaron dentro de pocas horas.
Los créditos finales de la película nombra inusualmente varios proyectos de software libre y herramientas de seguridad, de lo cual «la película no sería posible». Los programas nombrados incluyen Tor, Tails, Debian GNU/Linux, Off-The-Record Messaging, GNU Privacy Guard, TrueCrypt y SecureDrop. En octubre del 2014, Electronic Frontier Foundation publicó una página informativa sobre el software acreditado en la película.

## Recepción
Citizenfour recibió amplió elogio de la crítica. Tiene 98% de aprobación en Rotten Tomatoes, basado en 124 críticos, con una calificación promedia de 8.3/10. El consenso reza: «Parte thriller de la vida real, parte examen que da que pensar sobre las libertades civiles del siglo XXI, Citizenfour trasciende la ideología para ofrecer un cine fascinante y altamente recomendado.» Metacritic le entregó un puntaje de 88 sobre 100 basado en una calificación de 38 reseñas.
Ronnie Scheib de Variety escribió: «Ninguna cantidad de familiaridad con el alertador Edward Snowden y sus impactantes revelaciones sobre el gobierno estadounidense espiando en sus propios ciudadanos puede preparar a uno para el impacto del extraordinario documental de Laura Poitras Citizenfour... Más allá de reconstruir o analizar el hecho consumado, la película filma tersamente el evento en tiempo real, cuando Poitras y su compañero periodista Glenn Greenwald conocen a Snowden sobre un periodo de ocho días en una habitación de hotel de Hong Kong para contar cómo y cuándo lanzarán la bomba que impactará al mundo. Adaptando el lenguaje frío de información encriptada para recontar una saga dramática de abuso de poder y paranoia justificada, Poitras demuestra brillantemente que la información es un arma que puede cortar por ambos lados.»
Spencer Ackerman relató en The Guardian: «Debe haber sido una locura de documental para filmar CitizenFour. Su tema es la vigilancia mundial generalizada, un acto digital envolvente que se extiende sin visibilidad, por lo que sus escenas se desarrollan en los tribunales, salas y hoteles embargo, se produce un gran virtuosismo de la audición. Laura Poitras, su directora y editora, hace que sus 114 minutos crepiten con la energía nerviosa de la revelación».
Time lo enlistó en el puesto 8 de su lista de las 10 películas más destacadas del 2014 y llamó a la película «la historia de miedo más escalofriante de Halloween». Vanity Fair lo enlistó en el puesto 4 de su lista de 10 más destacados y Grantland lo enlistó en el puesto 3 de su lista de 10 más destacados. Escribiendo para The Chicago Tribune, el antiguo analista de inteligencia del Departamento Defensa Alex Lyda puso una reseña negativa, llamando a Snowden «más narcisita que patriota». David Edelstein revisó la película favorablemente y aconsejó a modo de broma a los espectadores que «no compren las entradas en línea o con una tarjeta de crédito».

## Premios y nominaciones
| Premios                               | Premios                | Premios                               | Premios                                          | Premios   |
| Premios                               | Fecha de ceremonia     | Categoría                             | Recipientes y nominados                          | Resultado |
| ------------------------------------- | ---------------------- | ------------------------------------- | ------------------------------------------------ | --------- |
| DOK Leipzig 2014                      | 29 de octubre de 2014  | "Anillo Leipziger"                    | Citizenfour                                      | Ganador   |
| Premios Gotham                        | 1 de diciembre de 2014 | Mejor documental                      | Citizenfour                                      | Ganador   |
| Asociación Internacional Documental   | 5 de diciembre de 2014 | Mejor largometraje                    | Citizenfour                                      | Ganador   |
| Cinema Eye Honors                     | 7 de enero de 2015     | Logro destacado en rodaje no ficticio | Citizenfour                                      | Ganador   |
| Cinema Eye Honors                     | 7 de enero de 2015     | Logro destacado en dirección          | Laura Poitras                                    | Ganador   |
| Cinema Eye Honors                     | 7 de enero de 2015     | Logro destacado en edición            | Mathilde Bonnefoy                                | Ganador   |
| Cinema Eye Honors                     | 7 de enero de 2015     | Logros destacados en producción       | Laura Poitras, Mathilde Bonnefoy y Dirk Wilutzky | Ganador   |
| Cinema Eye Honors                     | 7 de enero de 2015     | Elección de audiencia                 | Citizenfour                                      | Nominado  |
| Cinema Eye Honors                     | 7 de enero de 2015     | Logro destacado en cinematografía     |                                                  | Ganador   |
| Premios de la Crítica Cinematográfica | 15 de enero de 2015    | Mejor documental largo                | Citizenfour                                      | Ganador   |
| Editores de Cine de Estados Unidos    | 30 de enero de 2015    | Mejor largometraje documental editado | Mathilde Bonnefoy                                | Ganador   |
| Premios del Sindicato de Directores   | 7 de febrero de 2015   | Dirección destacada - Documentales    | Laura Poitras                                    | Ganador   |
| Premios BAFTA                         | 8 de febrero de 2015   | Mejor documental                      | Citizenfour                                      | Ganador   |
| Premios Satellite                     | 15 de febrero de 2015  | Mejor película documental             | Citizenfour                                      | Ganador   |
| Premios Independent Spirit            | 21 de febrero de 2015  | Mejor documental                      | Citizenfour                                      | Ganador   |
| Premios de la Academia                | 22 de febrero de 2015  | Mejor documental largo                | Citizenfour                                      | Ganador   |

En el DOK Leipzig 2014, cuando Citizenfour ganó el Anillo Leipziger, Edward Snowden entregó un mensaje de video al festival.
Citizenfour ganó el premio de la Academia por
mejor documental largo. Fue considerado el título favorito en los premios; Brent Lang de Variety expresó a que Citizenfour recibiera una nominación para un Premio de la Academia por mejor película, con Gregg Kilday de The Hollywood Reporter discutiendo su prospecto, pero no fue nominado en la categoría.
Poitras también recibió varias premios periodísticos y humanitarios por reportar las revelaciones de Snowden representado en la película, incluyendo el Premio George Polk (con Greenwald y MacAskill), el Premio Ridenhour (con Edward Snowden), la medalla de Carl von Ossietzky por los derechos humanos (con Greenwald y Snowden), y el Premio Henri Nannen por los esfuerzos en la independencia de la prensa. The Guardian y The Washington Post recibieron el Premio Pulitzer por Servicio Público por reportar por Poitras, Greenwald, MacAskill, and Barton Gellman.

## Litigio
En diciembre de 2014, el oficial naval retirado y ejecutivo petrolero Horace Edwards de Kansas llenó una demanda contra los productores de la película «en nombre del pueblo estadounidense» por animar y ser cómplice de las filtraciones de Snowden. The Hollywood Reporter proporcionó algunos análisis legales, tomando notas de las opiniones de los observadores de que Edwards quizás no tengan una situación legal para perseguir el pleito. Edwards también impugnó la elegibilidad para la Academia de la película basándose en que el cortometraje de Poitras mostrando a Greenwald entrevistando a Snowden constituía una versión anterior de Citizenfour. La Academia rechazó la afirmación, notando a la entrevista de The Guardian aparece en menos de dos minutos del documental, y sin impedimentos, hace elegible para una consideración para un Óscar.
En febrero de 2015, los cineastas pidieron al Tribunal Distrital para el Distrito de Kansas de los Estados Unidos para desestimar la demanda por motivos jurisdiccionales y porque la Primera Enmienda lo respalda, citando el caso de Bartnicki v. Vopper.